# Marko Kolsi
Marko Kolsi (Vantaa, 20 januari 1985) is een Finse voetballer die onder contract staat bij NK Celje in Slovenië.
Kolsi speelde in Finland bij FC Jokrut en FC Jokerit. In 2001 speelde hij zijn eerste wedstrijden en kwam tot 4 wedstrijden en 1 doelpunt, het seizoen dat volgde bracht hem 7 wedstrijden en 2 doelpunten. Jokerit promoveerde naar het hoogste niveau en Kolsi kwam 16 keer in actie. In 2004 vertrok Kolsi naar Willem II, alwaar hij in zijn eerste seizoen tot 14 wedstrijden kwam en nog niet scoorde. Middenvelder had in Tilburg nog een contract tot aan de zomer van 2006, maar werd in de winterstop van het seizoen 2005/2006 voor een half jaar verhuurd aan Gouden Gids Divisie-club TOP Oss. Aan het einde van het seizoen werd zijn aflopende contract in Tilburg niet verlengd. Kolsi speelde nog een half jaar bij FC Eindhoven in het seizoen 2006-2007. Hierna kwam hij uit voor NK Maribor, Rudar Velenje en Šmartno 1928. Op 2 februari 2012 werd bekend dat Kolsi naar zijn oude club Willem II ging, daar zal hij in eerste instantie gaan spelen voor de beloften op amateursbasis. Zomer 2012 ging hij weer terug naar Slovenie naar NK Celje. Hij speelde 9 wedstrijden voor het Fins voetbalelftal onder 21.